# Stazione di Doce de Octubre
La stazione di Doce de Octubre è una fermata ferroviaria  di Madrid, sulla linea Móstoles-El Soto - Parla.
Forma parte della linea C5 delle Cercanías di Madrid.
Si trova sotto calle del Doctor Tolosa Latour, vicino all'omonimo ospedale nel quartiere Almendrales del distretto Usera di Madrid.

## Storia
La stazione è stata inaugurata nel 1989 per dare servizio all'Hospital 12 de Octubre, aperto negli anni 70.
La stazione non deve essere confusa con la stazione di Hospital 12 de Octubre della linea 3 della metropolitana, con cui non ha connessione.